# Bro gozh ma zadoù
Bro gozh ma zadoù (bretonska: Mina fäders gamla land) är Bretagnes nationalsång. Melodin är skriven av James James och är även melodin till Wales och Cornwalls nationalsånger, Hen Wlad Fy Nhadau respektive Bro Goth Agan Tasow.

## Historia
Den första översättningen av Hen Wlad Fy Nhadau gjordes av W. Jenkyn Jones, en kymrisk protestantisk missionär som arbetade i Quimper. Han publicerade sin översättning i sin samling över hymner, Telen ar C'Hristen (De kristnas harpa). Texten som används i dag översattes av François Jaffrennou, en bretonsk författare och bard, dåvarande elev vid ett lycée (gymnasium) i Saint-Brieuc. Jaffrennous översättning är mycket trognare till Evan James original än Jelkyn Jones'.
James James melodi och François Jaffrennous text antogs som Bretagnes officiella nationalsång vid Bretonska regionalistiska unionens kongress i Lesneven 1903.

## Text
Ni, Breizhiz a galon, karomp hon gwir Vro !

Brudet eo an Arvor dre ar bed tro-do.

Dispont kreiz ar brezel, hon tadoù ken mat,

A skuilhas eviti o gwad.
O Breizh ! ma Bro ! Me 'gar ma Bro.
Tra ma vo 'r mor 'vel mur 'n he zro.
Ra vezo digabestr ma Bro !
Breizh, douar ar sent kozh, douar ar varzhed,

N'eus Bro all a garan kement 'barzh ar bed.

Pep menez, pep traoñienn, d'am c'halon zo kaer,

Enno 'kousk meur a Vreizhad taer !
O Breizh ! ma Bro ! Me 'gar ma Bro.
Tra ma vo 'r mor 'vel mur 'n he zro.
Ra vezo digabestr ma Bro !
Ar Vretoned zo tud kalet ha kreñv;

N'eus pobl ken kalonek a-zindan an neñv,

Gwerz trist, son dudius a ziwan eno,

O ! pegen kaer ec'h out, ma Bro !
O Breizh ! ma Bro ! Me 'gar ma Bro.
Tra ma vo 'r mor 'vel mur 'n he zro.
Ra vezo digabestr ma Bro !
Mar d'eo bet trec'het Breizh er brezelioù bras,

He Yezh a zo bepred ken beo ha bizkoazh.

He c'halon birvidik a lamm c'hoazh 'n he c'hreiz,

Dihunet out bremañ, ma Breizh !